# 剥皮辣椒

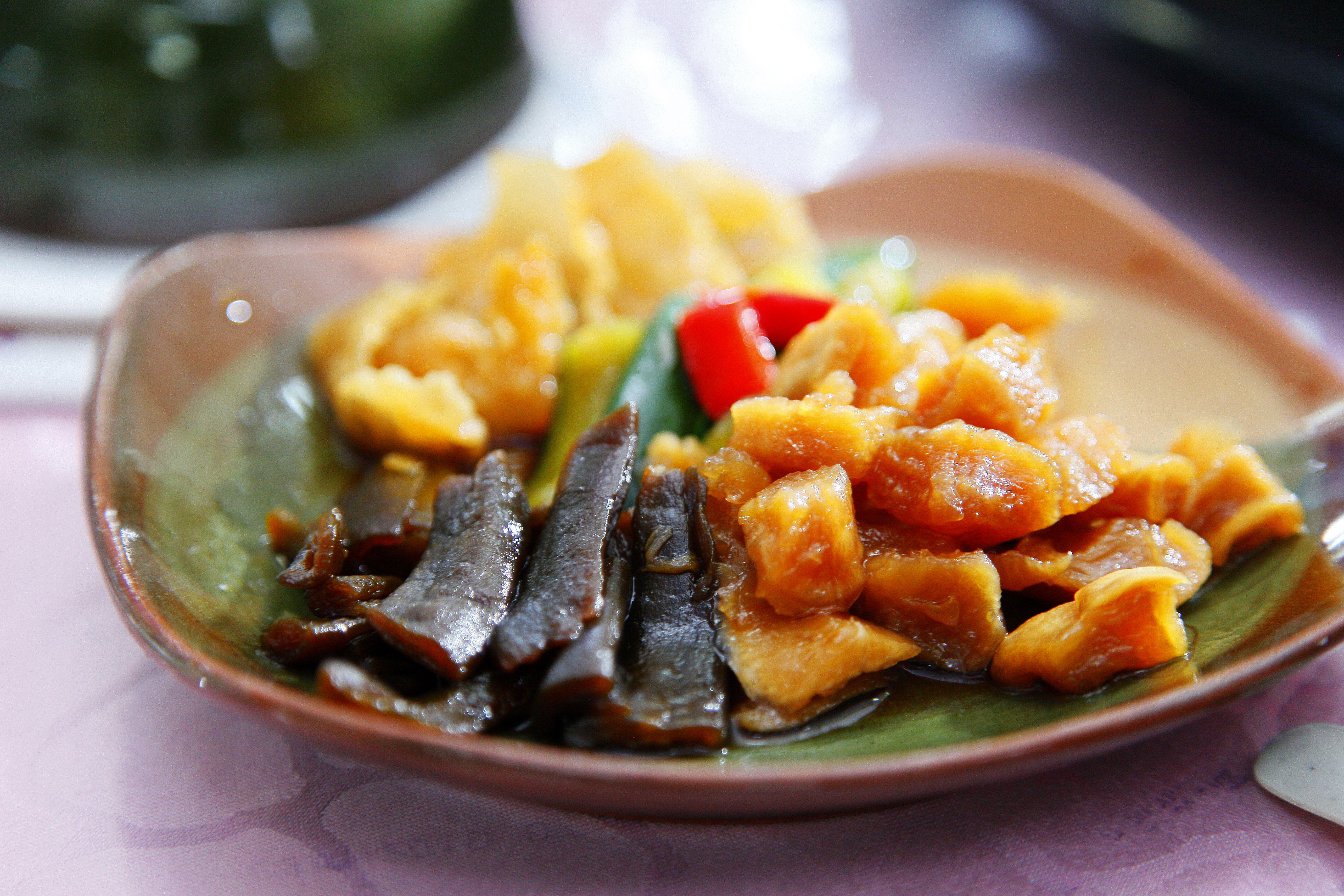
剥皮辣椒の例

剥皮辣椒（ボーピーラージャオ）は、花蓮県や台東県など台湾東部の特産品。素揚げした青トウガラシの皮をむき、種を抜いてタレに漬け込んだ漬物の一種である。
独特の食感が好まれており、出身者が帰省した際の土産物としても人気が高い。剥皮辣椒を漬けたタレもスープの隠し味として人気がある。

## 利用例

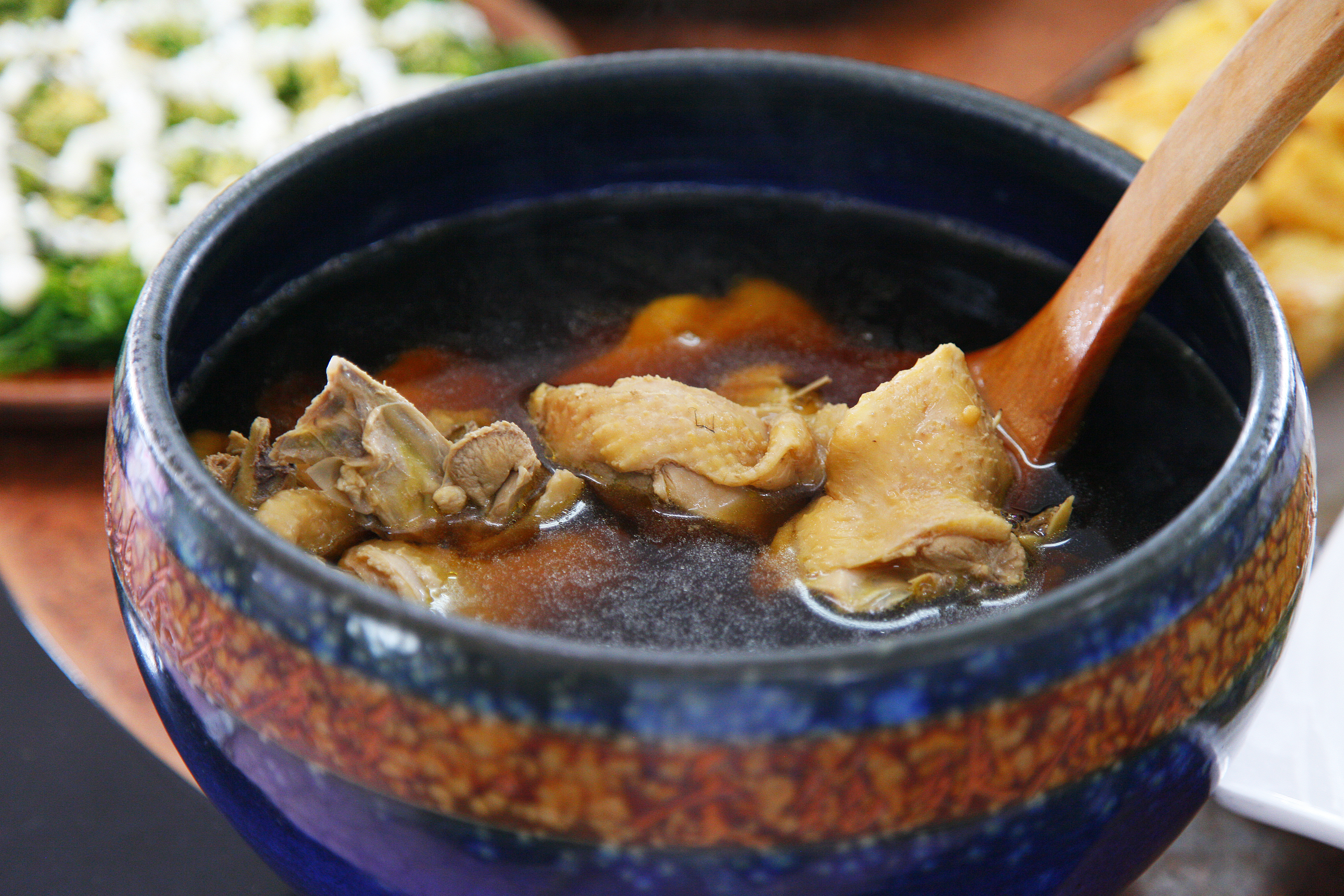
剥皮辣椒雞湯

そのまま白飯のおかずにしたり、スープや煮物に入れるなどして食される。
剥皮辣椒を使用する定番料理として、スライスしたショウガ、干しシイタケ、料理酒、鶏モモ肉、剥皮辣椒を煮込んだスープ（湯）がある。暑い日の前菜として人気がある。
台湾の大手回転寿司チェーン店「すしエクスプレス」では、剥皮辣椒と鶏肉を合わせた寿司が提供されている。

## 発祥
花蓮県鳳林鎮が発祥とされる。陳秋金は唐辛子の漬物が好物であったが、唐辛子の皮が残っているせいで食感が良くないと思っていた。そこで唐辛子の皮を剥いた剥皮辣椒を考案した。